# Horsfieldia pallidicaula
Horsfieldia pallidicaula är en tvåhjärtbladig växtart som beskrevs av W.J.J.O. de Wilde. Horsfieldia pallidicaula ingår i släktet Horsfieldia och familjen Myristicaceae.

## Underarter
Arten delas in i följande underarter:
- H. p. macrocarya
- H. p. microcarya